# 松本耳子
松本 耳子（まつもと みみこ、1976年11月12日 - ）は、日本の漫画家。女性。大阪府大阪市出身。
大阪芸術大学芸術学部美術学科卒業。デビュー作は『make love』（快楽天、1998年）。

## 単行本リスト
- みみチャンネル（ワニマガジン社、2001年5月発行、ISBN 4-89-829436-7）
- 耳スタジオ（少年画報社、2003年3月発行、ISBN 4-78-592289-3）
- 耳サブレ（平和出版、2003年6月発行、ISBN 4-86-056056-6）
- 耳エロ袋（松文館、2005年8月発行、ISBN 4-79-011545-3）
- ぷちキャバ（少年画報社、2009年6月発行、ISBN 978-4-78-593178-0）
- 毒親育ち（扶桑社、2013年4月発行、ISBN 978-4-59-406808-0）
- 毒親こじらせ家族（竹書房、2015年7月発行、ISBN 978-4-8019-0377-7）